# Lista miejscowości rozdzielonych granicą państwową
Miasto lub miejscowość rozdzielona granicą państwową to taka, która w wyniku zmian granic państwowych lub przemian politycznych została podzielona pomiędzy dwa państwa. Obecnie funkcjonuje jako dwie odrębne jednostki administracyjne, lecz stanowi ciągłość zabudowy, a wcześniej tworzyła jedną i spójną miejscowość. 
Takie rozdzielenie może mieć podłoże historyczne, etniczne, administracyjne lub geograficzne. W wielu przypadkach dzisiejsza granica biegnie przez dawną zwartą miejscowość, oddzielając od siebie rodziny, infrastrukturę czy zabudowę. 
W Polsce, wskutek przesunięć granic państwowych, zwłaszcza po II wojnie światowej, niektóre miejscowości zostały podzielone pomiędzy Polskę a sąsiednie państwa. Dziś funkcjonują one jako bliźniacze miejscowości po obu stronach granicy. Współpraca między nimi bywa formalizowana w ramach partnerstw transgranicznych lub euroregionów.

## Przykłady
Poniżej wymieniono takie miejscowości położone częściowo w Polsce i państwa, do których obecnie należą.
- Zgorzelec (Polska) / Görlitz (Niemcy) 
 Podział nastąpił po II wojnie światowej w 1945 roku. Granica przebiega wzdłuż rzeki Nysy Łużyckiej. Miasta współpracują w zakresie edukacji, kultury i infrastruktury.
- Słubice (Polska) / Frankfurt (Oder) (Niemcy) 
 Podział miasta miał miejsce po II wojnie światowej. Granica przebiega wzdłuż rzeki Odry. Obie części miasta współpracują w ramach Uniwersytetu Europejskiego Viadrina.
- Cieszyn (Polska) / Český Těšín (Czechy) 
 Podział nastąpił w 1920 roku w wyniku decyzji Rady Ambasadorów. Granica przebiega przez rzekę Olzę. Obie części miasta utrzymują ścisłą współpracę kulturalną i społeczną.
- Gubin (Polska) / Guben (Niemcy) 
 Miasto zostało podzielone po II wojnie światowej. Granica przebiega wzdłuż rzeki Nysy Łużyckiej. Obie części miasta współpracują w ramach Euroregionu Nysa.
- Kostrzyn nad Odrą (Polska) / Küstrin-Kietz (obecnie to dzielnica Küstriner Vorland) (Niemcy) 
 Podział miasta nastąpił w 1945 roku. Granica przebiega wzdłuż rzeki Odry. Obie części miasta współpracują w ramach projektów transgranicznych.
- Kopaczów (Polska) / Oldřichov na Hranicích (Czechy)
- Opawica (Polska) / Opavice (Czechy)
- Jaworzynka (część Trzycatek) (Polska) / Hrčava (Czechy) 
 Miejscowość Hrčava została wyodrębniona z Jaworzynki i przyłączona do Czechosłowacji w 1924 roku.